# وادي الليل
وادي الليل إحدى مدن الجمهورية التونسية، تقع في ولاية منوبة غرب مدينة تونس

## أعلام
- ذكرى